# Cissus erosa
Cissus erosa – gatunek rośliny z rodziny winoroślowatych (Vitaceae). Występuje w strefie tropikalnej i subtropikalnej Nowego Świata: od Meksyku poprzez kraje Ameryki Środkowej, w tym część Karaibów, jak np. na Haiti czy Portoryko, po kraje Ameryki Południowej sięgając najdalej na południe do Boliwii, Paragwaju i centralnej Brazylii. Na swym naturalnym obszarze występowania jest popularną rośliną ozdobną ogrodów, cenioną przede wszystkim ze względu na piękne, ognistoczerwone kwiatostany.

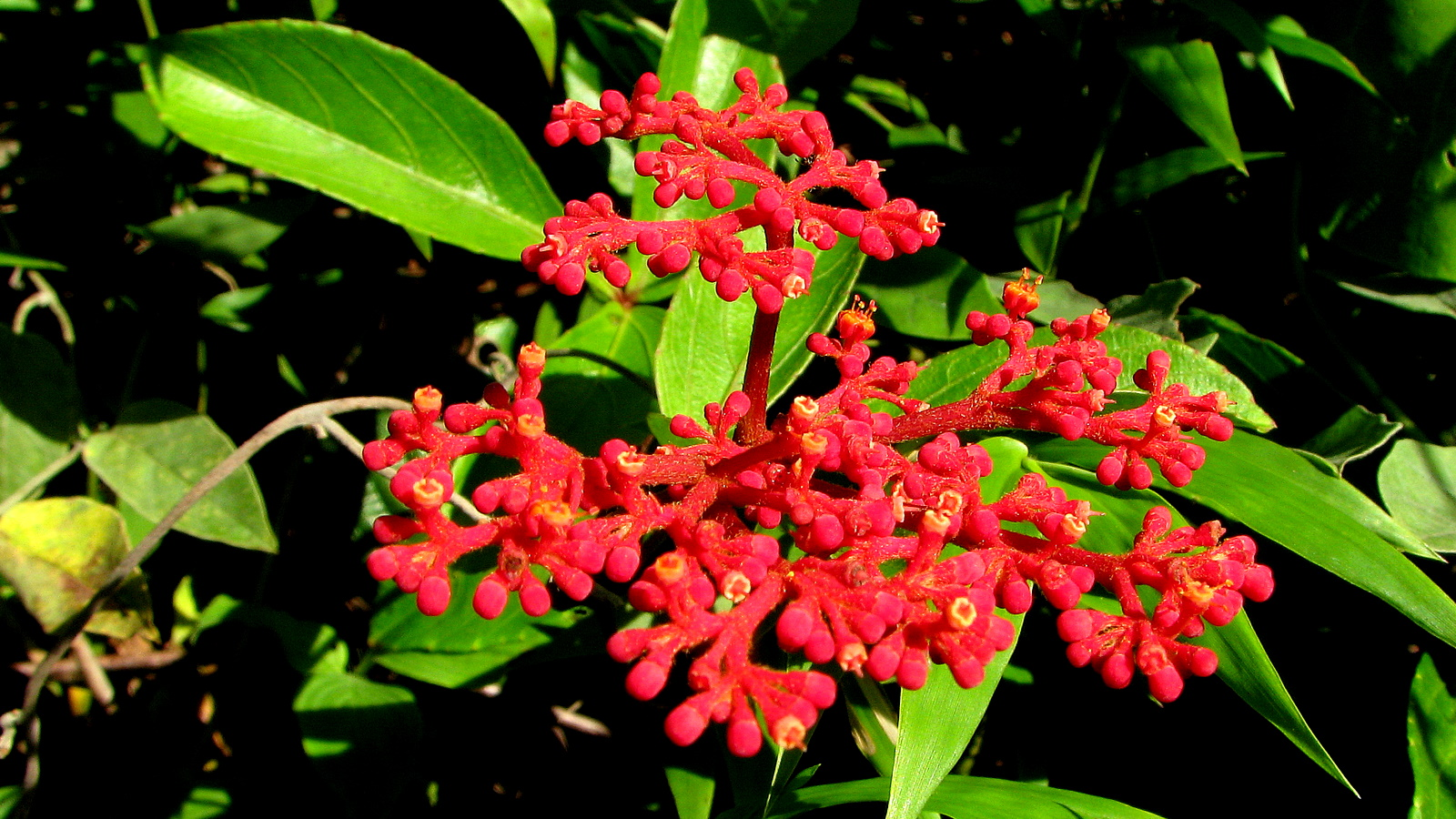
Charakterystyczny, czerwony kwiatostan Cissus erosa

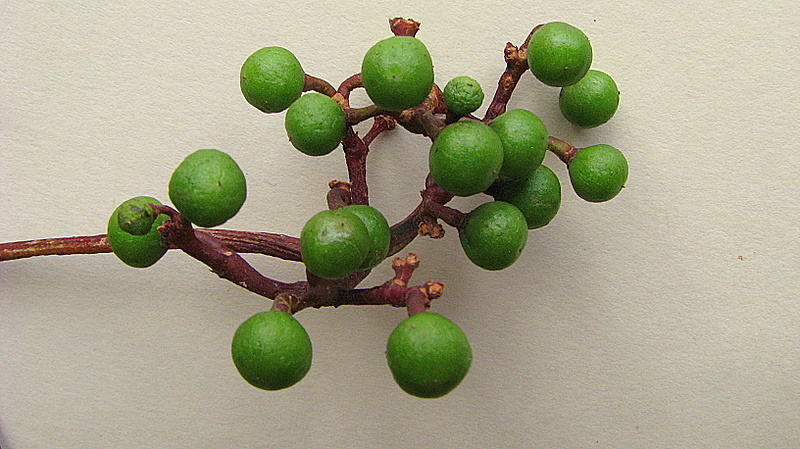
Dojrzewające owoce

## Morfologia
PokrójWinne pnącze znacznych rozmiarów, potrafiące urosnąć nawet na długość 9–18 m.
ŁodygaPędy silnie pnące i szybko rosnące. Wytwarzają liczne wąsy czepne, które pomagają roślinie wspinać się po podporach.
LiścieTrójdzielne, całobrzegie lub lekko piłkowane, jasnozielone i błyszczące. Pojedyncze blaszki liściowe owalne lub lancetowate mierzą 5 do 8 cm długości i 2 do 3 cm szerokości każda. Młode liście są koloru żółtozielonego z czerwonawymi brzegami.
KwiatyZebrane w baldachowaty kwiatostan o jaskrawej, ognistoczerwonej barwie, podobnej do koloru samych kwiatów. Kwiaty drobne o szerokości 4–5 mm. Kielich czterodzielny, z otoczoną mięsistym dyskiem zalążnią. Czerwone płatki długości 1-1,5 mm są na końcu haczykowato wygięte.
OwoceKuliste lub lekko jajowate jagody o średnicy do 10 mm. Początkowo z czerwonego przechodzą wraz z całym kwiatostanem w kolor zielony, a po dojrzeniu przybierają barwę fioletowo-czarną. Zawierają 1 lub 2 nasiona o zróżnicowanym kształcie.